# Wladimir Tonkich
Wladimir Tonkich (kirgisisch Владимир Тонкикһ; * 21. Juli 1997 in Kökschetau, Kasachstan) ist ein kasachisch-kirgisischer Eishockeyspieler, der seit 2018 bei Ala-Too Dordoi in der kirgisischen Eishockeyliga spielt.

## Karriere
Wladimir Tonkich begann seine Karriere in Kasachstan, wo er auch geboren wurde. Er spielte dort bei Altai Ust-Kamenogorsk in der multinationalen Juniorenliga Molodjoschnaja Chokkeinaja Liga B und für den HK Astana in der kasachischen Meisterschaft. Nachdem er die Spielzeit 2016/17 bei Zagłębie Sosnowiec in der polnischen U20-Liga verbracht hatte, kehrte er nach Kasachstan zurück und stand bei Munayshi Pawlodar in der russischen Nazionalnaja Molodjoschnaja Chokkeinaja Liga auf dem Eis. 2018 wechselte er nach Kirgisistan und spielt seither für Ala-Too Dordoi aus der Stadt Naryn in der kirgisischen Liga. 2020 wurde er mit Dordoi Kirgisischer Meister.

### International
Für die kirgisische Nationalmannschaft nahm Tonkich an der Qualifikation zur Weltmeisterschaft der Division III 2019, der Weltmeisterschaft der Division IV 2022, als er beim Heimturnier in Bischkek mit neun Toren Torschützenkönig mit seinem Landsmann Wladimir Nossow und drittbester Scorer nach Nossow und Michail Tschuwalow war, und an den Weltmeisterschaften der Division III 2023 und 2024 teil. Zudem vertrat er seine Farben bei der Olympiaqualifikation für die Winterspiele in Peking 2022.

## Erfolge und Auszeichnungen
- 2020 Kirgisischer Meister mit Ala-Too Dordoi
- 2022 Aufstieg in die Division III, Gruppe B, bei der Weltmeisterschaft der Division IV
- 2022 Torschützenkönig bei der Weltmeisterschaft der Division IV
- 2023 Aufstieg in die Division III, Gruppe A, bei der Weltmeisterschaft der Division III, Gruppe B